# Igreja Presbiteriana da Austrália Oriental
A Igreja Presbiteriana da Austrália Oriental ou Igreja Presbiteriana do Leste da Austrália - IPAO ou IPLA - (em inglês Presbyterian Church of Eastern Australia - PREA) é uma denominação presbiteriana, estabelecida na Austrália, em 1846, por dissidentes da Igreja da Escócia.

## História
Em 1846, um conflito se estabeleceu dentro Igreja da Escócia, devido a oposição de ministros e membros à interferência estatal nos assuntos eclesiásticos.
O grupo que não desejava a interferência estatal formou a Igreja Livre da Escócia. Simultamente, na Austrália, foi constituída a Igreja Presbiteriana da Austrália Ocidental.
Em 1865 parte das igrejas se uniram à Igreja Presbiteriana da Austrália, mas algumas igrejas permaneceram separadas e deram continuidade a denominação.
Em 2016, a denominação tinha 16 congregações, com 719 membros, 443 comungantes e 276 não comungantes.

## Doutrina
A IPLA adota a Confissão de Fé de Westminster, Breve Catecismo de Westminster e Catecismo Maior de Westminster como sua doutrina oficial. A denominação defende a Inerrância bíblica e se opõe a ordenação de mulheres. Se diferencia de outras denominações por adotar a Salmodia Exclusiva.

## Relações Intereclesiásticas
A denominação é membro da Fraternidade Reformada Mundial e da Conferência Internacional das Igrejas Reformadas.
A nível bilateral, possui comunhão eclesiástica com a Igreja Presbiteriana Ortodoxa e relação fraternal com a Igreja Presbiteriana Reformada da América do Norte.
Em 2017, estabeleceu relacionamento também com a Igreja Reformada Presbiteriana (Austrália).